# المقاتلون الأجانب في الحربين الأهليتين السورية والعراقية
المقاتلون الأجانب في الحربين الأهليتين السورية والعراقية حارب آلاف من المقاتلين الأجانب مع الأطراف الأربعة في الحرب الأهلية السورية وكذلك مع طرفي الحرب الأهلية العراقية. بسبب اصطباغ الحربين بصبغة طائفية، قاتلت جماعات سُنّية أجنبية مع جماعات المعارضة السورية و‌الدولة الإسلامية، بينما قاتلت جماعات مسلحة شيعية أجنبية مع الحكومتين السورية والعراقية، مثل الحشد الشعبي ولواء فاطميون، بينما قاتل يساريون أجانب مع وحدات حماية الشعب الكردية.
وقد حارب العديد من الرعايا الأجانب في النزاعين ومات بعضهم. ويشمل المقاتلين أولئك من دول الخليج العربية وتونس وليبيا ودول عربية أخرى، والشيشان ومنطقة شمال القوقاز في روسيا، والصين، ودول غربية. وتتراوح تقديرات إجمالي عدد الأجانب السنة الذين حاربوا مع المتمردين السوريين على مدى نطاق النزاع من 5,000 إلى أكثر من 10,000 شخص، بينما قدر عدد المقاتلين الأجانب الشيعة بحوالي 10,000 أو أقل في عام 2013. وقتل أكثر من 600 مقاتل أجنبي في النصف الأول من عام 2013 وحده. وأفادت مجموعة صوفان في 15 أكتوبر 2016 بأنه حدثت "زيادة كبيرة في عدد المقاتلين الأجانب الذين يسافرون إلى سوريا" منذ عام 2014. ذكرت وزارة الخارجية الأمريكية في 2 يونيو 2016 أن مجتمع الاستخابرات التابع لها يقدر أن "ما يزيد على 40,000 مقاتل أجنبي قد ذهبوا إلى النزاع في سوريا ومن أكثر من 100 بلد" في حين أنه قبل ستة أشهر، قدرت وزارة الدفاع الروسية أن هناك حوالي 25,000–30,000 من المرتزقة الإرهابيين الأجانب يقاتلون من أجل داعش" وحدها.
تثير هذه الظاهرة المخاوف في البلدان الأصلية للمقاتلين الأجانب. وهذه الظاهرة ليست جديدة، ولكن حجم والأصول الواسعة النطاق في هذه الحالة غير عادية.

## الأسباب

### الجهادية
العديد من المقاتلين الأجانب في سوريا والعراق ينجذبون إلى الأيديولوجية الجهادية، على الرغم من أن الخبراء يرون أن الدين ليس الدافع الوحيد:
من المبتدئين الجاهلين الذين ينظرون إلى الرحلات على أنها طقوس مرور، والمسلحين الذين يقاتلون بشدة يبحثون عن القتال والاستشهاد، والأفراد الذين يذهبون لأسباب إنسانية ولكن ينجذبون إلى الصراع، يصبح الأفراد مقاتلين أجانب لمجموعة من الأسباب: الملل؛ التوترات بين الأجيال؛ البحث عن معنى أكبر في الحياة، مغامرة متصورة، محاولات لإثارة إعجاب المجتمع المحلي أو الجنس الآخر، الرغبة في زيادة المصداقية، الانتماء أو كسب قبول الأقران، الانتقام؛ أو توقعات تجربة الصراع المضللة.
دعا زعيم جيش الإسلام المتمرد زهران علوش المقاتلين الأجانب إلى المجيء إلى سوريا.

### الدولة الإسلامية
وفق للأرقام التي جمعتها مجموعة صوفان، فإن ما يتراوح بين 27,000 و31،000 شخص، بمن فيهم النساء والأطفال الذين لا يشاركون في النزاع عادة، قد سافروا إلى سوريا والعراق للانضمام إلى الدولة الإسلامية والجماعات المتطرفة الأخرى التي تقاتل في المنطقة .
أحد الأسباب التي اقترحت لتدفق الأجانب في القتال أن الحكومة السورية لم تتخذ أية خطوات للحد من تدفق الأجانب الذين ينتقلون إلى العراق أثناء التمرد العراقي. في النصف الأول من عام 2012، قيل أن 700–1,400 مقاتل قد دخلوا سوريا. بيد أن هذه الأرقام تستمر في الزيادة، وقد أصبح عددهم الآن أكثر من 11,000. وكانت الحدود التركية هي التي دخل عن طريقها معظم الجاهديين إلى سوريا. وأشار تحليل لأشرطة الفيديو الاستشهادية إلى أنه من بين الـ600 شخص الذين أبلغ عن وفاتهم في النصف الأول من عام 2013، كان أقل من 20 من المقاتلين القتلى من المقاتلين ذوي الخبرة من أفغانستان أو ليبيا أو أي مكان آخر.
في 31 مايو 2013، دعا يوسف القرضاوي إلى الجهاد ضد سوريا. وقد تكهنت وسائل الإعلام الغربية بأن ذلك قد يؤدي إلى تدفق المقاتلين الأجانب إلى البلد.
وخلصت دراسة أجراها البنك الدولي في أكتوبر 2016 إلى أن «المقاتلين الأجانب التابعين لداعش مثقفون بشكل مدهش». وباستخدام المستويات التعليمية التي أبلغ عنها المقاتلون ذاتيًا، خلصت الدراسة إلى أن «69% من المجندين أبلغوا عن تعليم ثانوي على الأقل» و«ذهب جزء كبير منهم إلى الدراسة في الجامعة» وأن «15% فقط من المجندين تركوا المدرسة قبل المدرسة الثانوية؛ أقل من 2% من الأميين».

### النشاط الشيعي
الآلاف من المقاتلين الأجانب في سوريا من العراق ولبنان وإيران وباكستان وأفغانستان أذربيجان والهند والبحرين مع الميليشيات الطائفية الشيعية التي تقاتل دفاعا عن حكومة الأسد.

### دعم الجناح الأيسر لروجافا
انضم مئات من اليساريين الأجانب إلى كتيبة الحرية الدولية التابعة لوحدات حماية الشعب (YPG) في روجافا، في إطار مزيج من المعارضة لتنظيم الدولة الإسلامية والرغبة في الدفاع عن ثورة روجافا. من المفترض أن يتبع المتطوعون الأجانب قيم “YPG” الديمقراطية، والبيئة، وعلم الجينيولوجيا، وبعضهم معادي للرأسمالية.

### الدعم اليساري للمتمردين السوريين
على الرغم من أنهم أقل عددًا من المقاتلين الأجانب اليساريين الذين ينضمون إلى وحدات حماية الشعب، فقد كان هناك أيضا مقاتلون أجانب يساريون إلى جانب المتمردين السوريين، بما في ذلك لواء ليون سيدوف الذي أسسه يساري أرجنتيني قاتل مع جيش التحرير الوطني الليبي.

### دعم اليمين للأسد
يدعم اليمين المتطرف الأوروبي وأمريكا الشمالية بشكل عام حكومة الأسد في سوريا، ويوجد مقاتلون أجانب من اليمين المتطرف، على سبيل المثال من اليونان والدول الاسكندنافية، في الميليشيات الموالية للحكومة.

### المرتزقة والمتعاقدون من القطاع الخاص
بالإضافة إلى المقاتلين الأجانب المتطوعين، هناك العديد من الشركات العسكرية الخاصة العاملة في العراق وسوريا، مثل مجموعة فاغنر والفيلق السلافوني.

## العالم العربي
في عام 2012، أفادت التقارير بأن معظم المجندين في سوريا هم من العرب (اللبنانيون والعراقيون والأردنيون والفلسطينيون والكويتيون والتونسيون وليبيون والجزائريون والمصريون والسعوديون والسودانيون واليمنيون). جاءت أكبر الوحدات المكونة من حوالي 500–900 مقاتل من جيران سوريا: لبنانيون وعراقيون وفلسطينيون والأردنيون، وكثير منهم قاتلوا القوات الأمريكية في العراق. وكانت ثاني أكبر وحدة من الدول العربية في شمال أفريقيا: حوالي 75–300 مقاتل من ليبيا وتونس والجزائر. دعا زعيم القاعدة أيمن الظواهري إلى الجهاد في سوريا والهدف الرئيسي من الرسالة هو لبنان والأردن وتركيا والعراق. وفي عام 2013، قُدِّر أن العدد الإجمالي للمقاتلين الأجانب في سوريا مع تنظيم القاعدة هو الأكبر بالنسبة لليبيين مع عدة مئات من المقاتلين؛ وبلغ عدد السعوديين 330 مقاتلا على الأقل؛ وعدة مئات من الإسلاميين المصريين؛ وحوالي 300 عراقي وأكثر من 500 أردني.

### دول الخليج العربي
في عام 2013، قال الشيخ السني البحريني عادل الحمد أن ابنه عبد الرحمن قتل أثناء القتال في سوريا وأنه “كان يأمل أن يسقط شهيداً”. واضاف: “زار سوريا مرة ثم عاد إلى البحرين حيث جهز معدات القتال وعاد إلى سوريا”. وردا على ذلك، قال وزير الداخلية راشد بن عبد الله آل خليفة إنه ينبغي تقديم الدعم من المجتمع الدولي، وأنه لا ينبغي تلقين الأفراد أو تطريفهم. ويأتي ذلك عقب دعوات من المساجد للانضمام إلى “الجهاد” في سوريا. وهناك أيضا مقاتلون سعوديون. في عام 2013، أفادت صحيفة “يو إس إيه توداي” أن أكثر من 1,200 سجين محكوم عليهم بالإعدام قد أرسلوا من المملكة العربية السعودية لمحاربة الحكومة السورية.
سافر الشباب البحريني الشيعي لتلقي التدريب الإيراني في معسكرات وجبهات القتال في إيران ولبنان والعراق وسوريا، وكانت هناك تقارير تفيد بأن ميليشيا شيعية بحرينية، هي سرايا المختار، كانت تقاتل في سوريا على الجانب الموالي للحكومة في عام 2015.

### لبنان
معظم المقاتلين اللبنانيين في سوريا يميلون إلى أن يكون لهم مجموعاتهم وميليشياتهم الخاصة. الآلاف من اللبنانيين يقاتلون على الجانب الموالي للحكومة. أهم قوة لبنانية في سوريا هي حزب الله، الذي قال في سبتمبر 2017 أن لديه 10,000 مقاتل في سوريا. في عام 2017، أفادت التقارير أن حزب الله خسر ما بين 1,700 و1،800 مقاتل في الحرب السورية. في عام 2018، أفادت التقارير أن ما لا يقل عن 1,232 من مقاتلي الميليشيات الشيعية اللبنانية قد قتلوا.
وعلى الجانب المناهض للحكومة، كان أعضاء من فتح الإسلام وكتائب عبد الله عزام حاضرين أيضا على الرغم من أنهم كانوا يقاتلون تحت لافتات مستقلة. العديد من المقاتلين اللبنانيين للمعارضة يأتون من طرابلس معقل السنة. قال رجل الدين السني في المدينة الشيخ مازن المحمد ان “النضال من أجل الحرية في سوريا هو كفاحنا من أجل الحرية”. نحن اللبنانيون جزء من الثورة السورية، جزء من التمرد. وإذا اكسبت سوريا حريتها فإننا سنفوز أيضا في لبنان". وقال أيضا عن الرئيس السوري بشار الاسد انه “كافر... ومن واجب كل مسلم وكل عربي محاربة الكفار. هناك حرب مقدسة في سوريا والشباب هناك يقومون بالجهاد. من أجل الدم، من أجل الشرف، من أجل الحرية، من أجل الكرامة. ونحن نعرف وجود مقاتلين فلسطينيين وليبيين ويمنيين ناشطين هناك".

### ليبيا
كان المجلس الوطني الانتقالي في ليبيا أول كيان معترف به من الأمم المتحدة يعتبر المجلس الوطني السوري الممثل الشرعي الوحيد للشعب السوري. وفي ديسمبر 2011، أفادت وسائل الإعلام الفرنسية أن المهدي الحاراتي، شريك عبد الحكيم بلحاج التابع للجماعة الإسلامية الليبية المقاتلة السابقة، كان يقود مجموعة من المقاتلين الليبيين، مع إشاعات تشير إلى أن بعض مقاتلي جبهة النصرة ينتمون إلى هذه الجماعة. وكانت الأسلحة من الحرب الأهلية الليبية التي اختتمت مؤخرا موجودة أيضا في سوريا. وفي حين أفادت التقارير بأن العديد من المقاتلين من الحرب الأهلية ذهبوا للقتال في سوريا، قيل إن العديد منهم عادوا إلى ديارهم وسط تصاعد العنف والتهديدات بشن حرب أهلية جديدة. وفي أواخر عام 2014، أفادت التقارير أن مدينة درنة أقسمت الولاء لداعش، وهي الأولى خارج سوريا أو العراق.

### المغرب
في عام 2017، قُدر أن 1,623 مغاربة و2،000 مغربي أوروبي سافروا للانضمام إلى خلافة الدولة الإسلامية في الحرب الأهلية السورية، التي ساهمت مع مقاتلين آخرين من دول الشرق الأوسط وشمال أفريقيا بقوة كبيرة في تنظيم الدولة الإسلامية.

### تونس
في أعقاب انتفاضة الربيع العربي الأولى التي أدت إلى الثورة التونسية، قاتل العديد من المقاتلين التونسيين إلى جانب المتمردين السوريين. في أوائل عام 2012، سحبت تونس أيضا الاعتراف بسوريا. قتل التونسيون أو أسروا في سوريا، مع ما لا يقل عن خمسة قتلى من بلدة بن قردان، حيث غادر العديد من المقاتلين تونس إلى سوريا. أبلغت الحكومة السورية الأمم المتحدة باعتقال 26 مسلحا مزعومين من تنظيم القاعدة، 19 منهم تونسيين. يذكر أن التونسيين يشكلون نسبة كبيرة من المقاتلين العرب الأجانب في البلاد. أعلن عدنان منصر المتحدث باسم الرئيس منصف المرزوقي أن الحكومة تحاول متابعة مصير التونسيين في سوريا بمساعدة منظمات دولية مثل الصليب الأحمر حيث تم قطع العلاقات الرسمية بين الحكومتين. وقال: “شبابنا لديهم نوايا حسنة، ولكن من الممكن أنهم سقطوا في أيدي المتلاعبين”. في مارس 2013، بدأ تحقيق في تونس في تجنيد الإسلاميين التونسيين للقتال في سوريا. في مايو، قال وزير الخارجية عثمان الجرندي إن هناك حوالي 800 تونسي يقاتلون من أجل المعارضة في سوريا. وأضاف ان “عودة التونسيين يمكن أن تسهلها السفارة في لبنان بعد أن تقوم الحكومة باتصالات مع السلطات السورية حول المواطنين التونسيين المسجونين”.
في عام 2017، تشير التقديرات إلى أن تونس ساهمت بنحو 7,000 مقاتل في تنظيم الدولة الإسلامية، مما يشكل أكبر وحدة بين مقاتلي منطقة الشرق الأوسط وشمال أفريقيا.

### العراق
دولة العراق الإسلامية كانت نشطة في سوريا حتى عام 2013. القيادة المركزية للقاعدة أذنت للعضو السوري في دولة العراق الإسلامية أبو محمد الجولاني بإنشاء فرع سوري للقاعدة. عبر الجولاني ومجموعة صغيرة من مقاتلي دولة العراق الإسلامية إلى سوريا، واتصلوا بخلايا من الإسلاميين المسلحين الذين أفرجت عنهم حكومة الأسد من السجون العسكرية في مايو–يونيو 2011. أعلنت جماعة الجولاني نفسها رسميا باسم “جبهة النصرة لأهل الشام” في 23 يناير 2012. ومنذ ذلك الحين، تزايدت الخلافات بين مختلف فصائل تنظيم القاعدة وتنظيم الدولة الإسلامية.
وبالإضافة إلى ذلك، كان للميليشيات الشيعية العراقية وجود كثيف على الجانب الموالي للحكومة في سوريا، في ميليشيات من بينها حركة النجباء وكتائب سيد الشهداء وكتائب حزب الله. على سبيل المثال، في منتصف عام 2016، أفادت وسائل إعلام موالية للحكومة أن حركة النجباء أعلنت أنها سترسل ألفي مقاتل إلى جبهة حلب الجنوبية. وفي الفترة ما بين يناير 2012 وأغسطس 2018، قُتل ما لا يقل عن 117 مقاتلا من الشيعة العراقيين في سوريا.

### إسرائيل
هناك تقرير واحد على الأقل عن وجود عرب إسرائيليين سافروا إلى سوريا وقاتلوا من أجل المتمردين. وأدين أحد العائدين الذين قاتلوا لفترة وجيزة في سوريا بتهمة “تعريض الأمن القومي للخطر”. ووصفت القضية بأنها “غير مسبوقة”، وقال القاضي أبراهام يعقوب إنه “لا توجد توجيهات قانونية بشأن الجماعات المتمردة التي تقاتل في سوريا”.

### أخرى
وفي يونيو 2013، أفادت التقارير بأن نقيباً من سلاح الجو الأردني الذي تمت ترقيته مؤخراً قد أخذ إجازة من عمله وسافر إلى تركيا للقتال من أجل جبهة النصرة. وفي نوفمبر 2014، سُجن خمسة أشخاص في الأردن لمدة تتراوح بين ثلاث وخمس سنوات بتهمة “الترويج لمنظمات إرهابية” في إشارة إلى تنظيم “داعش”. كما تم محاكمة اثنين آخرين كجزء من حملة قمع ضد المسلحين.
كما قاتل اليمنيون من أجل كلا الجانبين في المعركة السورية.
كما قاتل الفلسطينيون من أجل طرفي الصراع، حيث أصبحت حماس أكثر دعما للمعارضة ببداية الصراع والجبهة الشعبية لتحرير فلسطين – القيادة العامة تدعم الحكومة.
دعا الشيخ أبو المنذر الشنقيطي، أحد أبرز منظري الجهادية الموريتانيين، في عام 2012 إلى دعم جبهة النصرة.

## إيران
الآلاف من النشطاء الإيرانيين – ما يصل إلى 10 آلاف بحلول نهاية عام 2013 – قاتلوا في الحرب السورية على الجانب الموالي للحكومة، بما في ذلك القوات النظامية وعناصر الميليشيات. في عام 2018، قالت طهران إن 2,100 جندي إيراني قتلوا في سوريا والعراق على مدى السنوات السبع الماضية.

## أفغانستان
كان للمقاتلين الشيعة الأفغان وجود كبير في سوريا على الجانب الموالي للحكومة. في عام 2018، أفادت التقارير أن 2,000 أفغاني قتلوا وجرح أكثر من 8000 في سوريا في السنوات الخمس الماضية، وهم يقاتلون من أجل لواء فاطميون، الذي يتألف أساسا من أفراد الأقلية الأفغانية الهزارة. وأفادت التقارير بأن اللواء كان يضم 10,000 إلى 20,000 مقاتل في الفترة 2016–2017.

## أذربيجان
أذربيجان بلد شيعي غير ملتزم إلى حد كبير مع أقلية سنية. انضم بعض المواطنين السنيين الأذربيجانيين إلى منظمات إرهابية في سوريا. ويقدر عدد الأذربيجانيين في سوريا ما بين 200 إلى 300.

## جورجيا
وفقا لجهاز أمن الدولة في جورجيا، انضم نحو 50 مواطنا جورجيا، معظمهم من بانكيسي غورغي المأهولة بعرقية الكيست (الشيشانيين)، إلى الجماعات الإسلامية في سوريا والعراق اعتبارا من يونيو 2016. وبحلول يونيو 2017، توفي ما لا يقل عن 25 مواطنا من جورجيا في هذه الصراعات. وكان أحد قدامى المحاربين في الحرب الروسية الجورجية عام 2008 ورقيب سابق في الجيش الجورجي، أبو عمر الشيشاني، قائداً لتنظيم الدولة الإسلامية في سوريا. واحد آخر هو مسلم شيشاني.